# Litha
 (février 2009).
Si vous disposez d'ouvrages ou d'articles de référence ou si vous connaissez des sites web de qualité traitant du thème abordé ici, merci de compléter l'article en donnant les références utiles à sa vérifiabilité et en les liant à la section « Notes et références ».

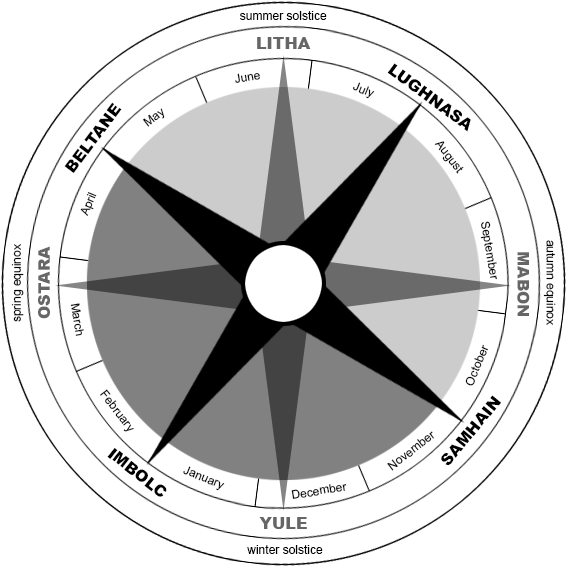
La roue des saisons païenne.

Litha est une fête païenne (et Wicca). C'est le solstice d'été, la fête de la mi été, opposé de Yule, c'est aussi le jour le plus important de l'année pour les anciens cultes solaires. 
Son nom apparaît dans le De temporum ratione (en) de Bède le Vénérable où il donne les noms anglo-saxons des mois. Si le solstice d'été a certainement eu de l'importance dans de nombreuses cultures, les traditions Wicca sont très largement basé sur une réinterprétation syncrétique moderne des traditions antérieures et ne se base que très peu sur une réalité historique. Dans la Wicca, cette fête est l'occasion de célébrer le Dieu Cernunnos qui représente le jour, contrairement à la Déesse, qui représente la nuit. Les croyances établissent qu'étant le jour le plus long de l'année, cette période serait propice à la magie.
Dans le calendrier des fêtes de la wicca il y a vingt et une célébrations, treize célébrations de pleine lune et huit sabbats, dont Litha. Ces sabbats sont constitués de quatre sabbats majeurs (Samhain, Imbolc, Beltaine et Lugnasadh), et de quatre sabbats mineurs aux solstices et aux équinoxes (Yule ou solstice d'hiver, Ostara ou équinoxe de printemps, Litha ou solstice d’été, Mabon ou équinoxe d'automne).
Cette fête correspond à la fête de la Saint Jean chrétienne, et midsummer dans les pays du nord de l'Europe.

## Pratique moderne
Comme le néopaganisme est issu d'origines très diverses selon les régions et les pratiquants, les pratiques et croyances associées à cette fête varient grandement, bien que regroupées sous un même nom. Certains essayent de se rapprocher au plus près des traditions historiques, d'autres célèbrent le solstice avec des pratiques issues de toutes sortes de source.
En Angleterre, sur le site historique de Stonehenge dans le comté du Wiltshire, de très nombreuses personnes se rassemblent chaque année pour observer le lever du soleil dans l'alignement de la structure mégalithique.
De nos jours, Litha est essentiellement célébrée par les néopaïens qui cherchent à reconstruire le paganisme germanique et anglo-saxon.